# Wappen Tschechiens
Das Wappen Tschechiens (tschechisch Státní znak České republiky) wurde 1993 eingeführt, als die Tschechische Republik im Zuge der Auflösung der Tschechoslowakei entstand. Es existiert in einer großen und in einer kleinen Variante.

## Beschreibung

### Großes Wappen
Das Große Wappen der Tschechischen Republik ist geviert und zeigt die Wappen der Länder der böhmischen Krone, wobei das Kernland Böhmen doppelt vorkommt.
Heraldisch rechts oben und links unten wird ein steigender silberner doppelschwänziger Löwe mit goldener Blätterkrone auf Rot für Böhmen gezeigt. Er ist gold bewehrt und bezungt. Links oben ein rot-silber geschachter Adler mit goldener Blätterkrone, gold bewehrt und bezungt, auf Blau für Mähren und rechts unten ein schwarzer rot bewehrter und bezungter Adler mit silbernem Kleestängel und mit goldener Blätterkrone in Gold für Schlesien, dessen Südostteil zu Tschechien gehört (Tschechisch-Schlesien).

Wappen Böhmens
Wappen Mährens
Wappen Schlesiens

### Kleines Wappen
Das Kleine Staatswappen bildet einen gold bewehrten und bezungten aufgerichteten silbernen doppelschwänzigen Löwen und goldener Blätterkrone auf Rot in einem Spanischen Schild ab. Es ist identisch mit dem traditionellen böhmischen Wappen.

## Verwendung
Das Große Wappen darf von politischen Organen, Behörden, Gerichten und weiteren staatlichen Einrichtungen verwendet werden. Es ist an den Staatsgrenzen, an Amtsgebäuden, auf Ausweisen und Banknoten abgebildet. Es findet unter anderem auch auf Orden und Ehrenzeichen, Amtsinsignien sowie auf der Kleidung der Nationalmannschaften Verwendung.
Das Große Wappen ist Bestandteil der Präsidentenflagge der Tschechischen Republik. 

Präsidentenflagge
Armeewappen
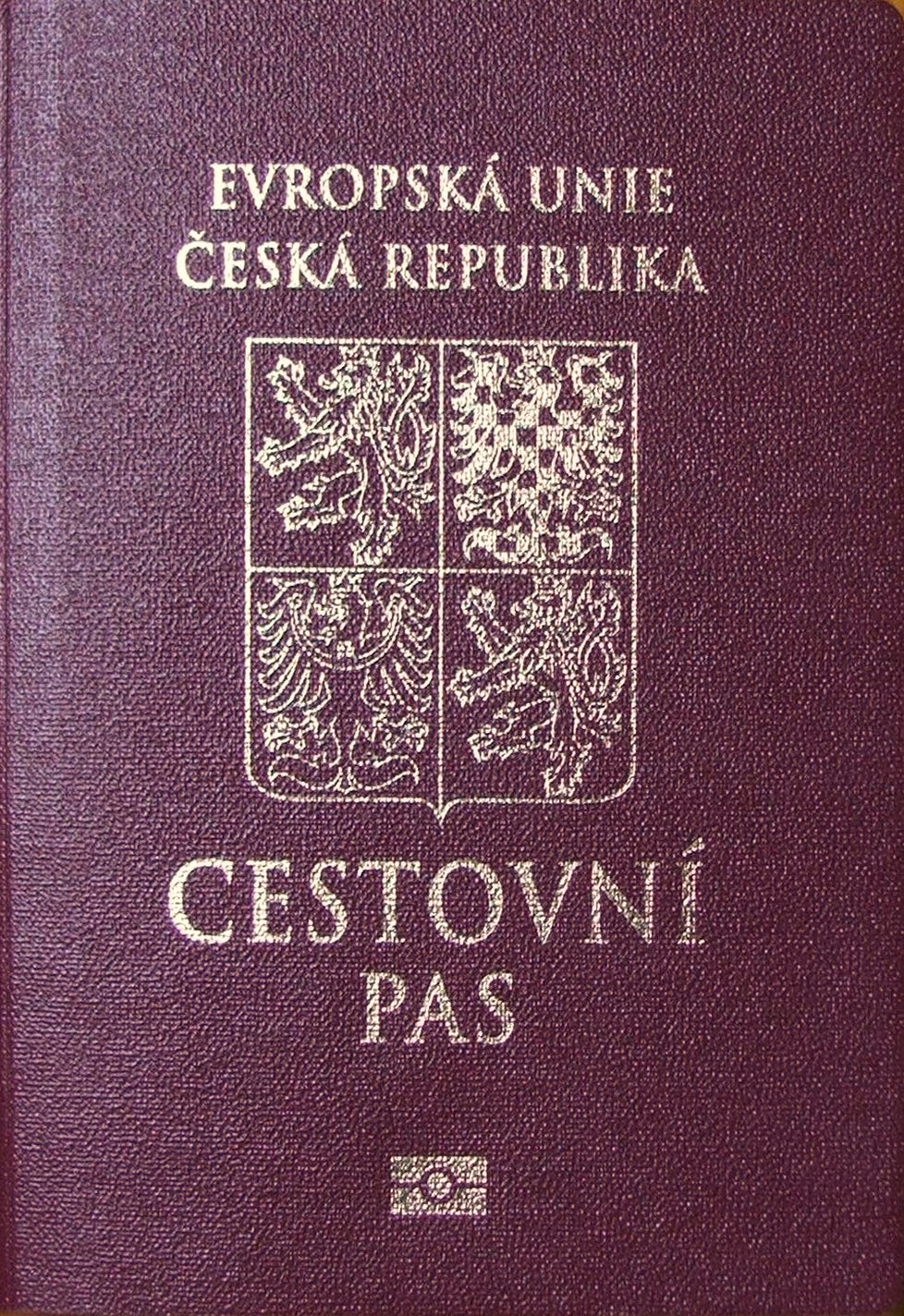
Reisepass
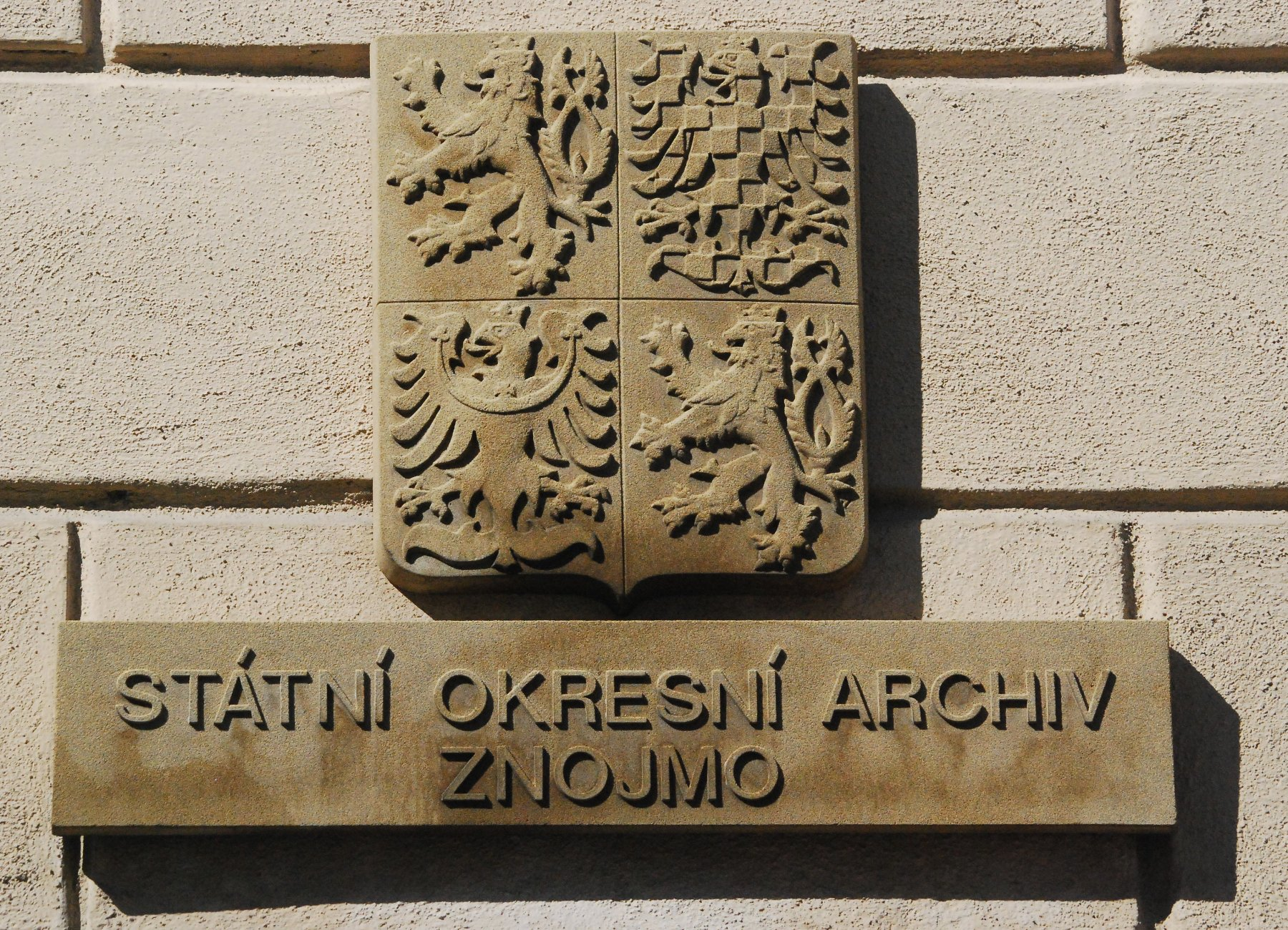
Amtsgebäude in Znojmo

Im Gegensatz zu dem Großen Staatswappen, welches zur eigentlichen Repräsentation des Staates dient, wird das Kleine Wappen insbesondere bei Entscheidungen, Verwaltungsakten oder anderen Handlungen staatlicher oder öffentlicher Institutionen verwendet. Es ist daher hauptsächlich auf amtlichen Stempeln und Dokumenten (z. B. Gerichtsurteile, Hochschuldiplome) zu finden.